# 3877 Браес
3877 Браес (3877 Braes) — астероїд головного поясу, відкритий 24 вересня 1960 року.
Тіссеранів параметр щодо Юпітера — 3,354.